# Triest
Triest (wł. Trieste, słoweń. i chorw. Trst, niem. Triest) – portowe miasto w północno-wschodnich Włoszech, nad Morzem Adriatyckim. Jest stolicą regionu autonomicznego Friuli-Wenecja Julijska. Według danych na 2007 rok gminę zamieszkiwało 208 614 osób, 2469,1 os./km².

## Geografia
Triest leży u północnych wybrzeży Adriatyku, nad Zatoką Triesteńską, która stanowi najbardziej na północ wysuniętą część basenu Morza Śródziemnego. Miasto położone jest u północno-wschodnich granic Włoch, tuż przy granicy ze Słowenią. Zajmuje amfiteatralnie opadającą ku morzu krawędź płaskowyżu Kras zamykając północną krawędź wybrzeża Dalmacji. Najwyższy punkt tego płaskowyżu przy granicy z miastem sięga 458 m n.p.m. Klimat Triestu jest stosunkowo ciepły – jest to najbardziej na północ wysunięte miejsce na Ziemi o klimacie śródziemnomorskim. Średnia temperatura stycznia wynosi ok. 6 °C, a lipca 24 °C. Lata są długie, suche i upalne, natomiast zimy łagodne i deszczowe. Charakterystyczny dla regionu jest rodzaj wiatru katabatycznego zwanego bora, który zimą przynosi chłodne i suche powietrze znad Gór Dynarskich.

## Historia

### Czasy starożytne
Tereny dzisiejszego Triestu w starożytności zamieszkane były przez iliryjskich Wenetów. W roku 177 p.n.e. opanowali te tereny Rzymianie. Miasto otrzymało prawa kolonii rzymskiej od Juliusza Cezara. Także w zapiskach tego wodza Triest pojawia się po raz pierwszy w źródle pisanym, jako Tergeste.

### Średniowiecze
Po upadku cesarstwa zachodniorzymskiego Triest znalazł się w VI wieku pod panowaniem Bizancjum. Był jedną z ważniejszych twierdz cesarstwa w tamtych rejonach. W 788 roku został zdobyty przez Franków, wchodząc w skład państwa Karola Wielkiego i jego następców. W X wieku Triest został włączony w skład Świętego Cesarstwa Rzymskiego. Podlegał wówczas władzy Patriarchy Akwilei. Jednak stopniowo wraz z rozwojem Triestu, który bogacił się pośrednicząc w handlu Italii z Europą Środkową, oraz jednoczesnym upadkiem starożytnej Akwilei, miasto stało się niezależnym, wolnym miastem (XII wiek). Wkrótce jednak miasto zaczęło rywalizować o prymat w handlu ze znacznie potężniejszą Republiką Wenecką. Kilkakrotnie pokonane, było przejściowo okupowane przez Wenecjan (1369–1372). Wówczas mieszczanie Triestu, w obawie przed całkowitym podporządkowaniem zaborczej polityce Wenecji, podjęli decyzję o poddaniu się pod opiekę jednego z książąt Austrii, Leopoldowi III Habsburgowi (1382).

### Czasy nowożytne
W 1804 r. Triest stał się głównym portem Austriackiej Marynarki Wojennej, utworzonej z połączenia floty austriacko-weneckiej i floty Triestu, a następnie przekształconej w Austro-Węgierską Marynarkę Wojenną. Na jej potrzeby powstała tu stocznia okrętów wojennych.
W 1857 r. miasto uzyskało połączenie kolejowe z Wiedniem, co przyczyniło się do rozwoju przemysłu i ruchu turystycznego.
W latach 1856–1864 Maksymilian I Habsburg na klifie odległym 8 km od centrum Triestu wybudował dla siebie i swojej żony Marii Charlotty Koburg zamek Miramare.
W 1902 r. otwarto pierwszą część unikatowej linii tramwajowej Triest - Opicina.
W latach 1867–1918 Wolne cesarskie miasto Triest było jednym z krajów koronnych Cesarstwa Austrii (Przedlitawia). 
Na początku XX wieku Triest był największym słoweńskim miastem liczącym 56 000 mieszkańców (według spisu z 1910 r .), ponieważ Lubljana, z mniejszością niemieckojęzyczną, liczyła wówczas 52 000 mieszkańców. Wraz z wieloma Czechami, Serbami, Chorwatami, Słowakami i Rosjanami, Słowianie przewyższali liczebnie Włochów. Przedmieścia były prawie w całości słoweńskie, podczas gdy okoliczne wsie były w całości słoweńskie. Triest był także ważnym ośrodkiem słoweńskiej aktywności społecznej, robotniczej i kulturalnej. 
W latach poprzedzających I wojnę światową Triest stał się centrum włoskiego irredentyzmu i związanego z nim protofaszystowskiego ruchu politycznego futurystów pod przywództwem Filippo Tommaso Marinettiego, którego Manifest futuryzmu ukazał się drukiem po raz pierwszy w triesteńskiej gazecie „Il Piccolo della Sera” 10 lutego 1909. W przemówieniu w teatrze Rossettiego w Trieście z 1910 Marinetti nazwał miasto „czerwoną beczką prochu Włoch”. Do czasu przystąpienia Włoch do wojny w maju 1915 miasto odwiedzał często Benito Mussolini, który spotkał się z Marinettim w 1915.
Po wojnie na mocy traktatu londyńskiego z 1915 roku i traktatu w Saint-Germain-en-Laye Triest został w 1919 włączony do Włoch, które walczyły po stronie zwycięskiej Ententy przeciwko Austrii. W wyniku wcielenia formacji Fasci politici futuristi Marinettiego do Związków Kombatanckich Mussoliniego w 1919 Triest znalazł się pod wpływem ruchu faszystowskiego jeszcze przed marszem na Rzym – po utworzeniu w 1921 Narodowej Partii Faszystowskiej 18% (blisko 15 tys.) jej członków działało na terenie Triestu. Okres międzywojenny zaznaczył się stagnacją gospodarczą związaną z odcięciem austriackiego zaplecza gospodarczego oraz konfliktami narodowościowymi między Włochami i Słoweńcami, czego efektem było m.in. spalenie przez Włochów słoweńskiego Domu Narodowego w 1920 roku, italianizacja oraz emigracja z miasta i okolic wielu Słoweńców. 
Od 1943 miasto znajdowało się pod okupacją niemiecką. Pod koniec II wojny światowej, na przełomie kwietnia i maja 1945, większość Wenecji Julijskiej łącznie z Triestem zajęli partyzanci jugosłowiańscy, lecz 9 czerwca 1945 w Belgradzie rządy brytyjski i amerykański zawarły z rządem Tity porozumienie, na mocy którego Triest wraz z częścią Wenecji Julijskiej znalazł się w gestii wojsk amerykańskich i brytyjskich. W 1947 traktat paryski ustanowił Wolne Terytorium Triestu, które składało się z dwóch stref: strefę A stanowił Triest z wąskim pasem wzdłuż wybrzeża na północ od miasta, strefę B stanowiła północno-zachodnia część Istrii z miastami Koper i Buje. Tymczasowo strefa A miała pozostawać pod wojskową administracją USA i Wielkiej Brytanii, strefa B – Jugosławii. 5 października 1954 w Londynie Stany Zjednoczone, Wielka Brytania i Jugosławia zawarły porozumienie w formie memorandum, zgodnie z którym większość strefy A (wraz z Triestem) została przyłączona do Włoch, a strefa B wraz ze skrawkiem strefy A (łącznie 523 km²) została przekazana pod cywilną administrację Jugosławii.

## Podział
1. Altopiano Ovest
2. Altopiano Est
3. Roiano – Gretta – Barcola
4. Città Nuova – Barriera Nuova – San Vito – Città Vecchia
5. Barriera Vecchia – San Giacomo
6. San Giovanni – Chiadino – Rozzol
7. Servola – Chiarbola – Valmaura – Borgo San Sergio

## Nauka
W mieście swoją siedzibę ma wiele międzynarodowych ośrodków naukowo-badawczych, jak i organizacji międzynarodowych – dlatego też Triest często bywa nazywany „miastem nauki” (wł. città della scienza).
- Sekretariat Generalny Inicjatywy Środkowoeuropejskiej (ISE) – zrzeszającej wiele państw Europy Środkowej i Wschodniej, w tym Polskę
- Międzynarodowe Centrum Fizyki Teoretycznej Abdus Salam (ICTP)
- Międzynarodowe Centrum Inżynierii Genetycznej i Biotechnologii (ICGEB) – Siedziba Główna
- włoski Narodowy Instytut Fizyki Nuklearnej (INFN)
- International School for Advanced Studies (SISSA)
- ELETTRA – Synchrotron Light Laboratory

## Urodzeni w Trieście
- Napoleon Józef Bonaparte – wolnomularz, syn księcia Hieronima Bonaparte.
- Marica Nadlišek Bartol – słoweńska pisarka i działaczka na rzecz praw kobiet.

Z Triestu pochodził Italo Svevo (1861–1928) – pisarz włoski. W najpoczytniejszej powieści "Zeno Cosini" opisał perypetie jednostki w pedantycznie uregulowanym mieszczańskim świecie.

## Linki zewnętrzne

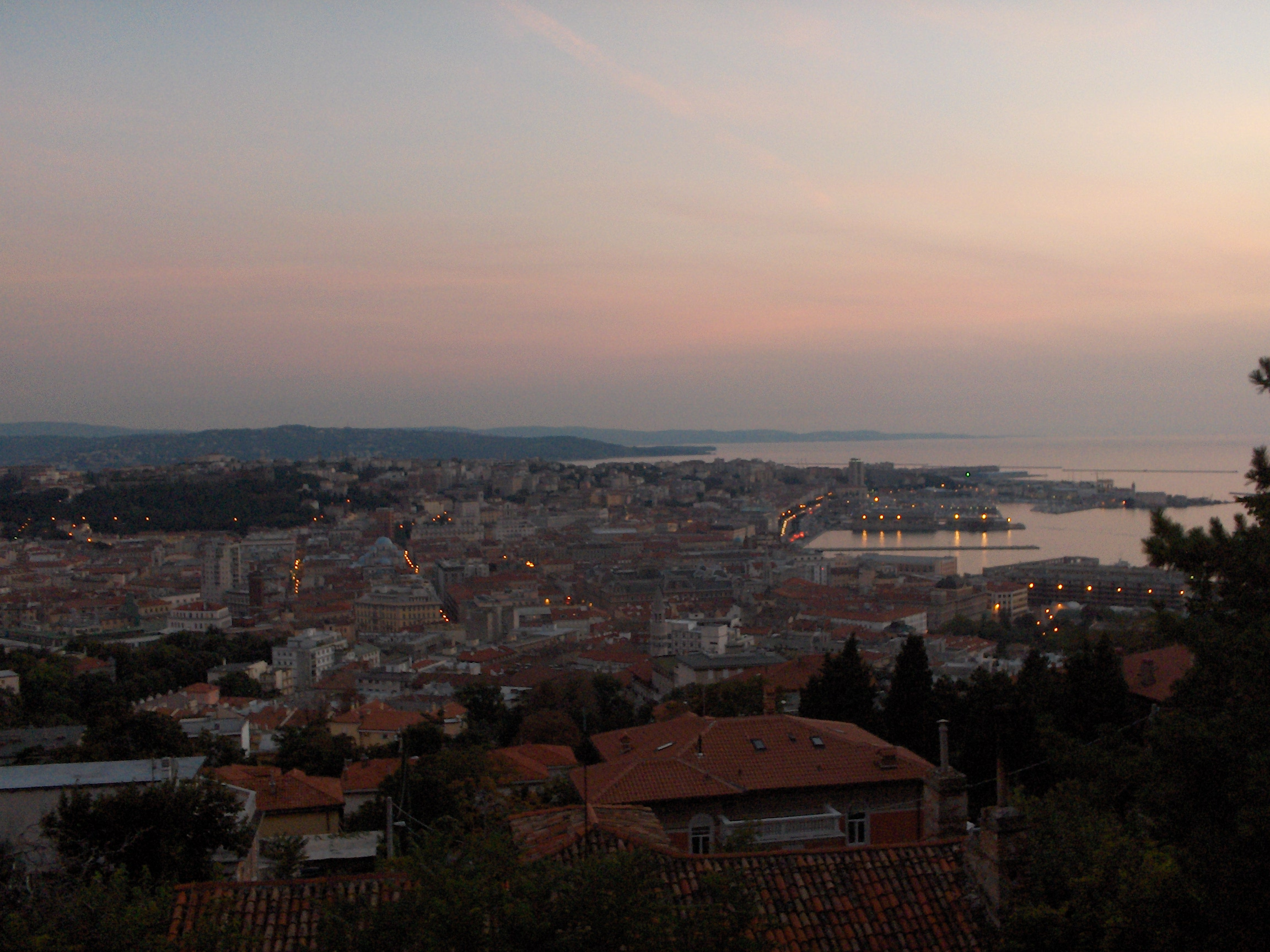
Widok centrum miasta
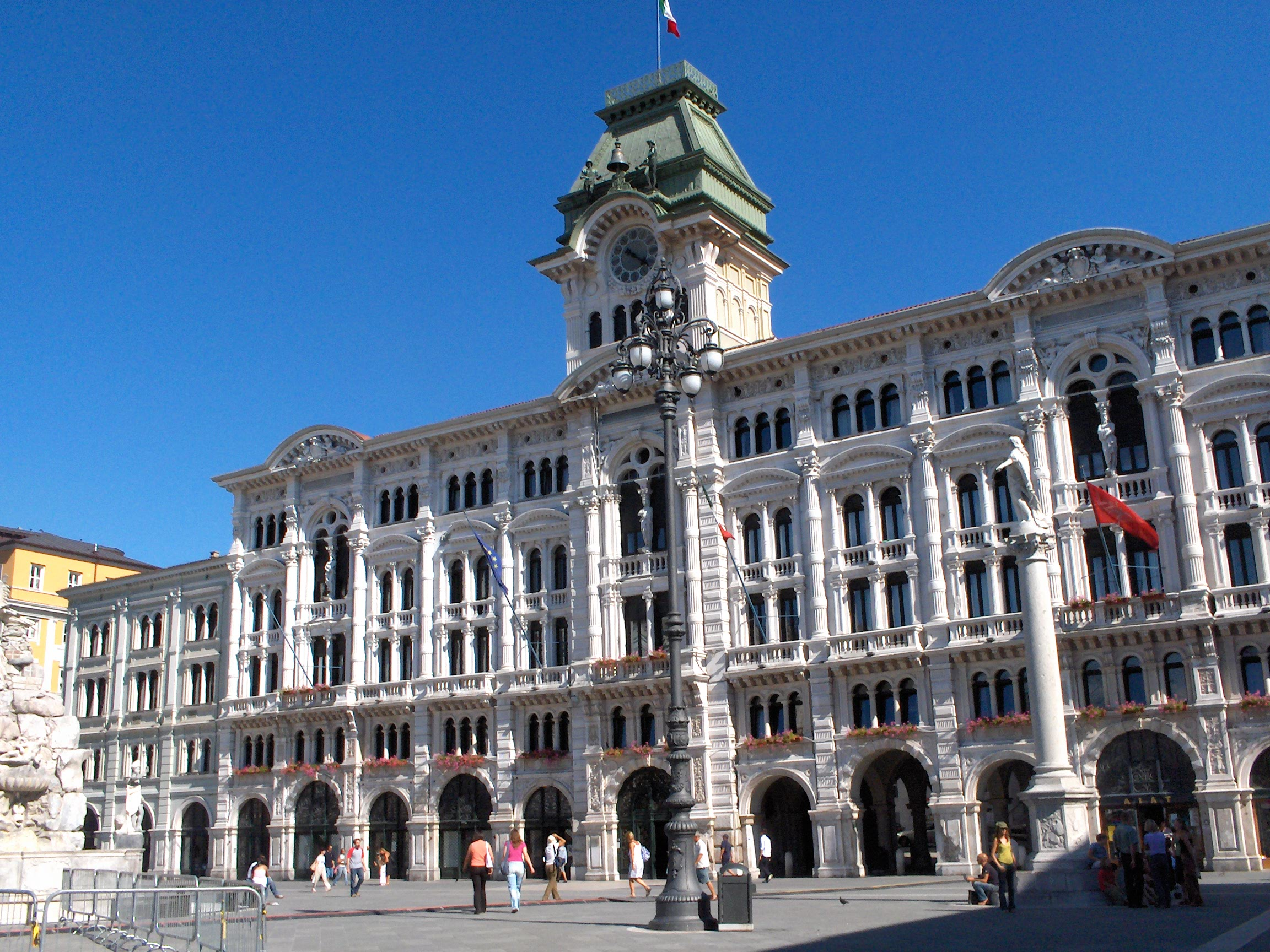
Ratusz
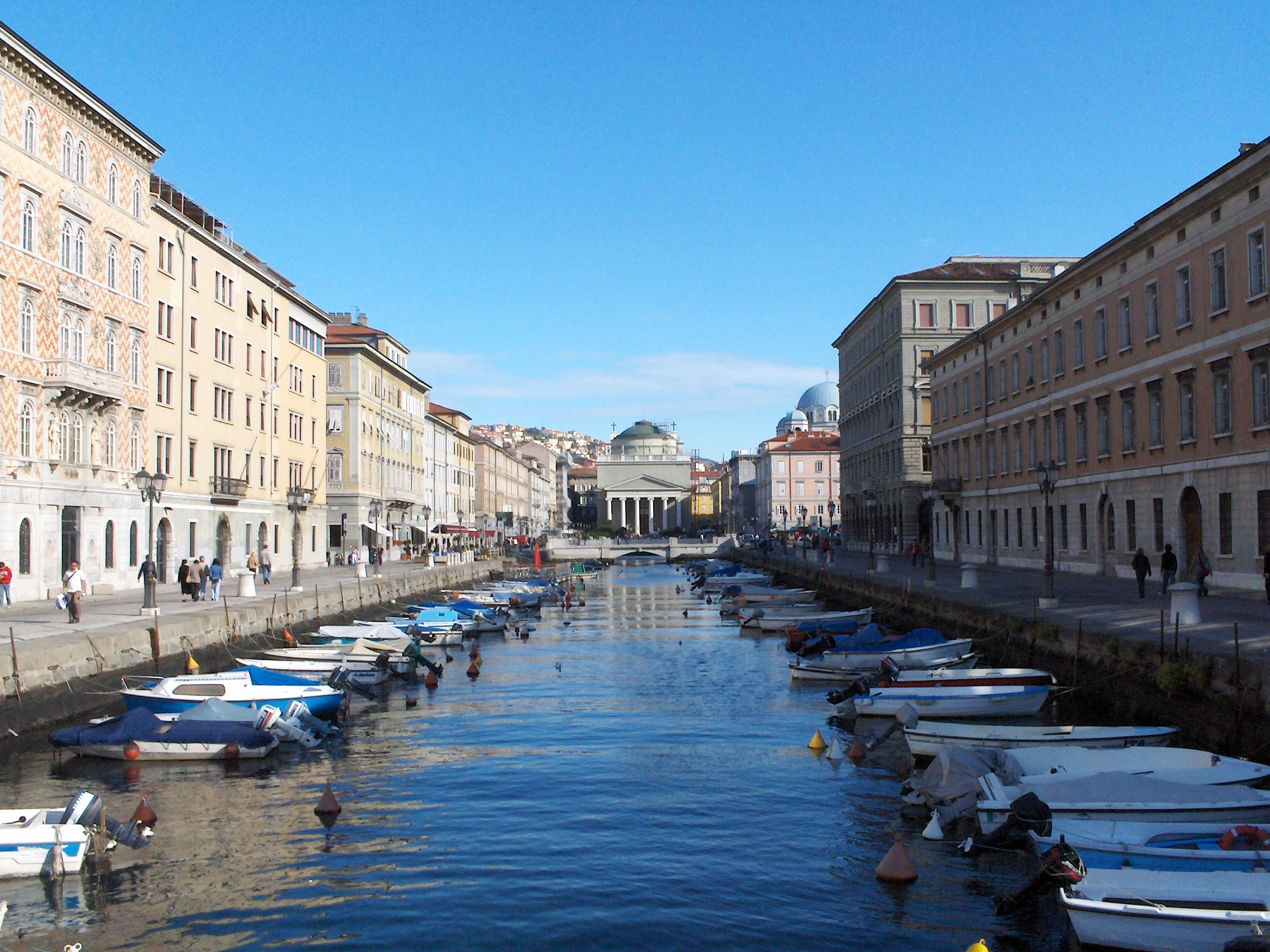
Czerwony Most
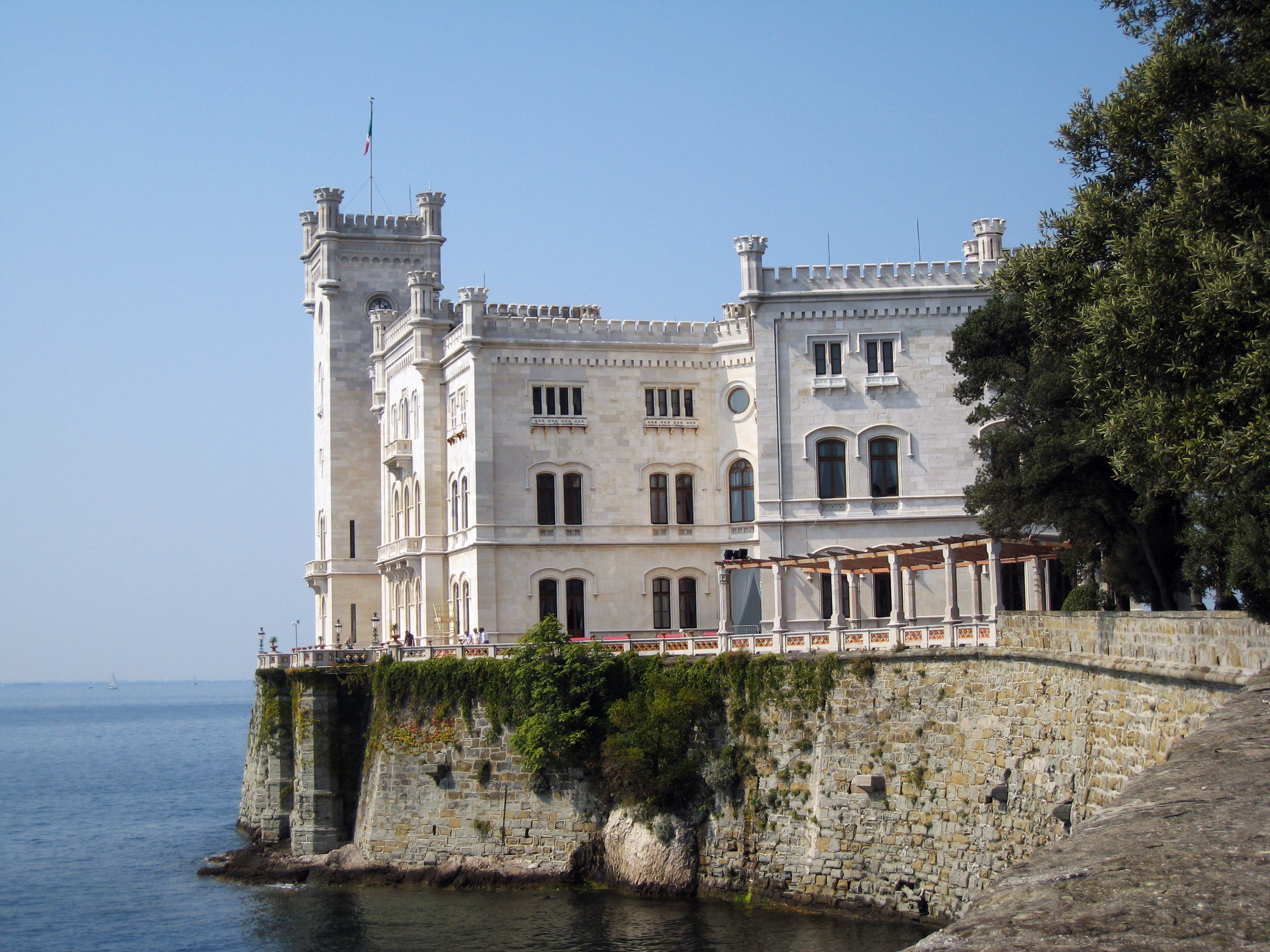
Zamek Miramare
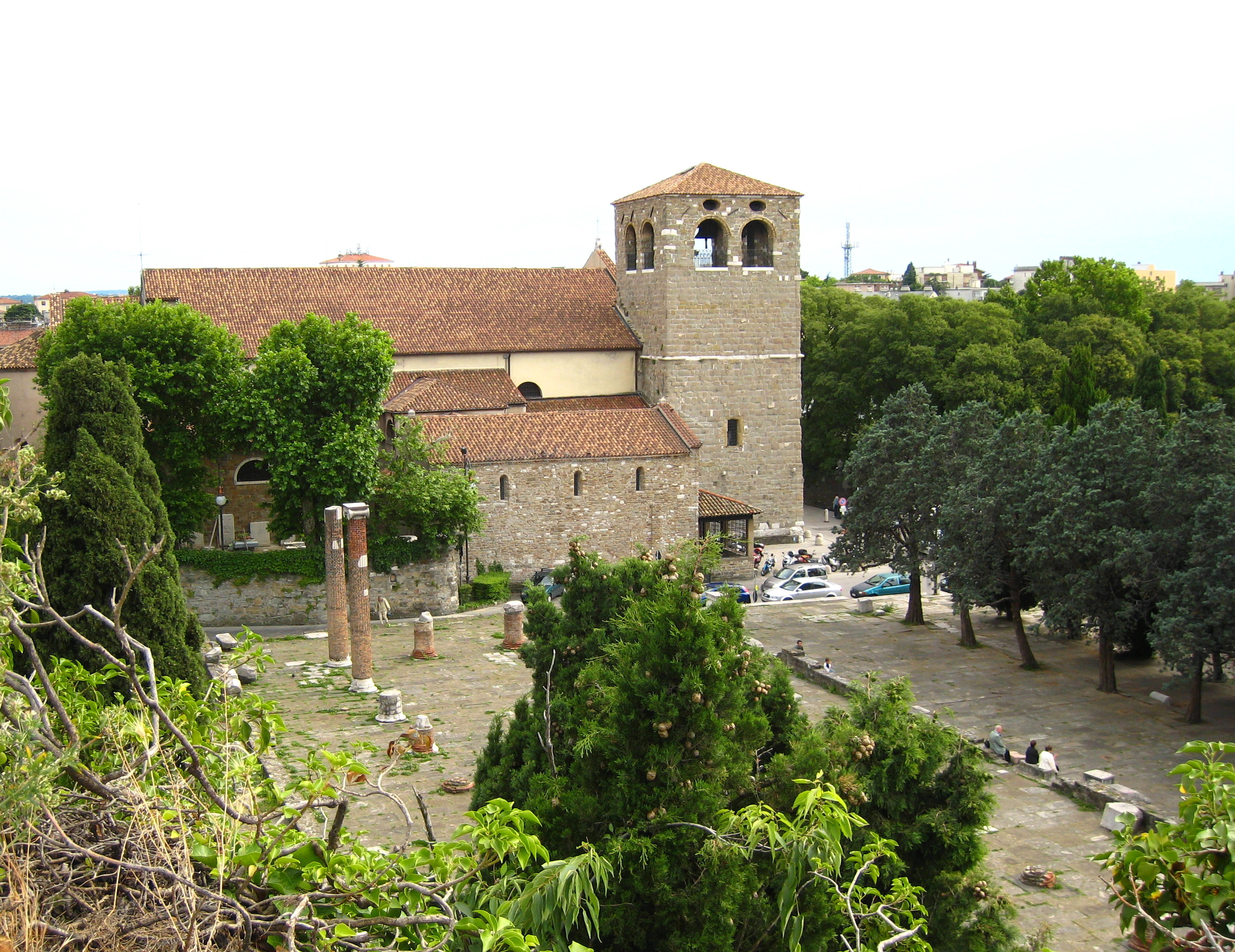
San Giusto
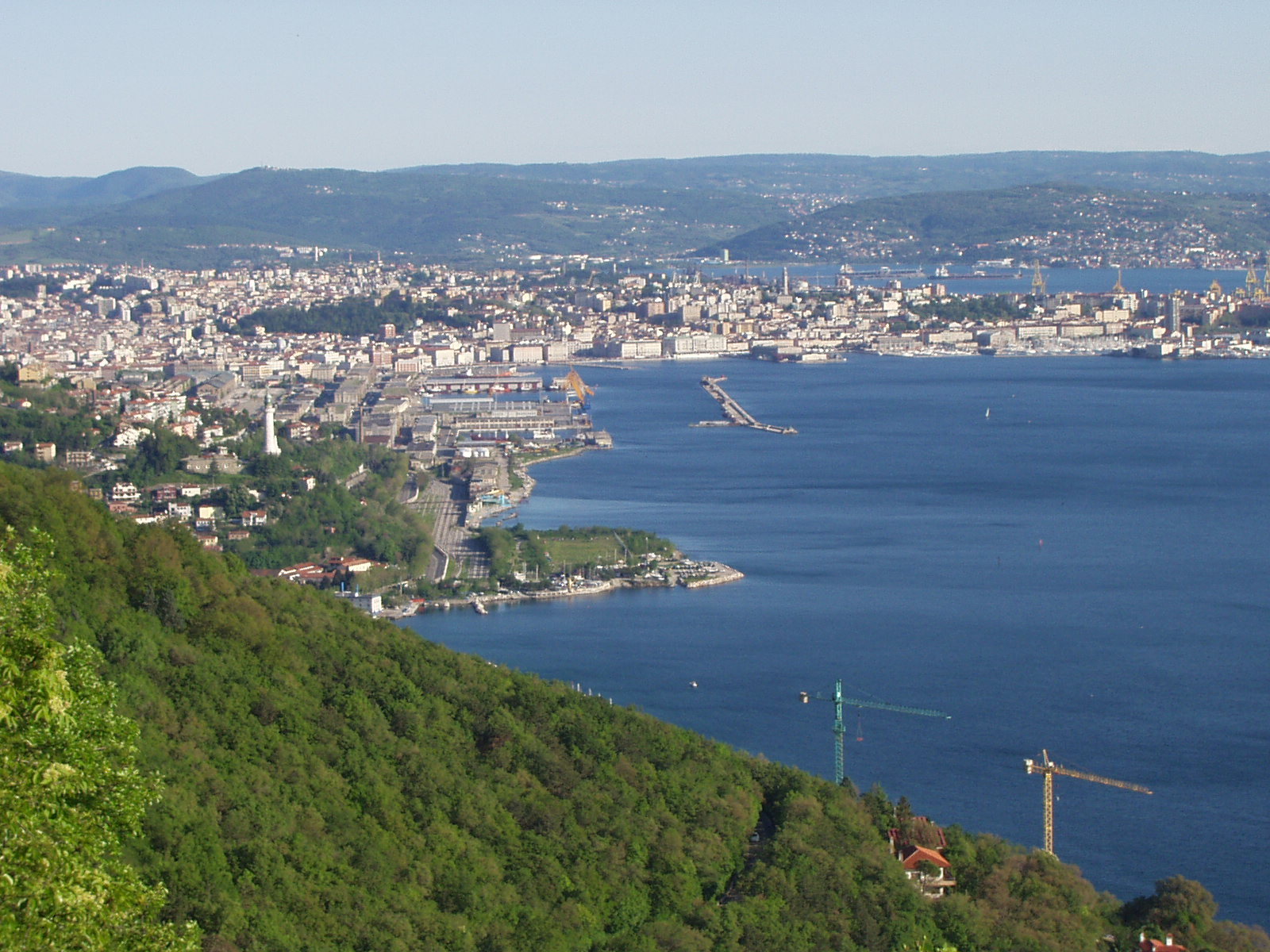

## Miasta partnerskie
- Como, Włochy
- Graz, Austria
- Wenecja, Włochy
- Lublana, Słowenia